# Lennart Backman
Lennart Backman (eigentlich Kurt Lennart Ingemar Backman, * 7. Februar 1934 in Skellefteå) ist ein ehemaliger schwedischer Fußball-, Bandy- und Eishockeyspieler.

## Karriere
Backman spielte in seiner Jugend bei Skellefteå IF in seinem Heimatort Fußball. 1956 wechselte er zu IFK Norrköping in die Fotbollsallsvenskan. Nach 32 Spielen, in denen dem Mittelfeldspieler sechs Tore gelangen, wechselte er 1957 zu AIK. Hier spielte er bis zu seinem Karriereende 1968 173 Mal erstklassig und erzielte 34 Tore. Nach dem Abstieg 1961 in die Division 1 blieb er dem Klub treu und verhalf mit 17 Toren in 21 Spielen zum direkten Wiederaufstieg. Zwischen 1958 und 1966 bestritt Backman zudem 31 Länderspiele für die Schwedische Fußballnationalmannschaft.
Backman spielte vor seinem Wechsel zu AIK Solna für Katrineholms SK Bandy und Eishockey. Mit AIK verpasste er mehrmals nur knapp nationale Titel.
Backman wurde sowohl im Fußball als auch im Bandy als Stor Grabb ausgezeichnet.